# Fidone di Argo
Fidone di Argo (in greco antico: Φείδων?, Phéidōn; fl. VIII-VII secolo a.C.), è stato un tiranno/re della città di Argo in un periodo compreso tra il IX e il VI secolo a.C.

## Nome
Il nome Fidone potrebbe con ogni probabilità essere legato a al suo significato in greco antico di "economizzatore" (con derivazione dal verbo φείδομαι, phéidomai, significante risparmiare, economizzare) o al nome comune indicante un vaso per olio o ancora all'espressione φειδών[ε]ια μέτρα, pheidṓn[e]ia métra, col significato di "misure ridotte", "pesi standard fissati da Fidone" o infine all'aggettivo φειδωλός, pheidōlós, "parco", risparmiatore" il tutto con allusione al fatto che egli avrebbe introdotto la moneta e stabilito un sistema di misure e pesi. Fidone risulta quindi essere un nome immediatamente "parlante", facilmente spendibile in chiave comico-epigrammatica come nomen omen per un avaro, come nel caso del Fidone ridicolizzato in un epigramma di Nicarco che in punto di morte piange solo per le cinque mine spese per la tomba.

## Attività politica e sociale
Superando i limiti che i suoi predecessori avevano avuto in fatto di autorità, Fidone mutò il governamento di Argo in tirannide, anche se è bene precisare che vi è un'oscillazione nelle fonti, riguardo alla sua carica, tra re e tiranno (in quest'ultimo modo è definito da Erodoto). Ha poi ripristinato la supremazia di Argo sulle città di Cleone, Fliunte, Sicione, Epidauro, Trezene, Egina, appartenenti alla sua confederazione, e ristabilendo in questo modo il cosiddetto "lotto di Temeno". Sembra anche essere stato vicino ad attaccare Corinto e a ridurla sotto il suo potere. In ogni caso per rafforzare il proprio potere mandò a chiedere ai Corinzi per servizio militare mille degli uomini più atti far guerra, con l'intenzione in realtà di eliminarli. Tuttavia Abrone, un amico di Fidone, fece fallire il suo progetto avvisando Dessandro, stratego al comando dei mille uomini in questione. Dessandro e i suoi uomini si rifugiarono così a Corinzio, dove fuggì anche Abrone con la sua famiglia per scappare alle ire vendicative di Fidone nei confronti del traditore. Fidone sarebbe poi stato invitato dai Pisati ad aiutarli in occasione dell'ottava Olimpiade nel riottenere l'usurpata conduzione della manifestazione, strappata loro con la forza dai più potenti abitanti di Elea. Così Fidone, anche in quanto rivale di Sparta alleata degli abitanti di Elea, si recò ad Olimpia e riuscì a restituire la manifestazione ai Pisati (unendosi a loro nel controllo dell'olimpiade) sottraendola ad Elea, che però non molto dopo con l'aiuto di Sparta sconfisse Fidone, segnando il declino del potere di quest'ultimo. C'è anche la possibilità che in questa occasione Fidone abbia riorganizzato i giochi, aprendone una nuova "era" di interesse non più solo peloponnesiaco, bensì panellenico, per chiunque fosse di lingua greca.
In ogni caso ciò per cui Fidone è probabilmente maggiormente ricordato è la pressoché comunemente riconosciuta introduzione di un sistema monetario e di misure e pesi diffusosi poi in tutto il Peloponneso e in buona parte della Grecia. In particolar modo è ritenuta quasi sicuramente vera l'istituzione di nuove misure, quelle che vengono ricordate appunto come "misure fidoniane" (in greco antico: φειδών[ε]ια μέτρα?, pheidṓn[e]ia métra): su questo punto concordano infatti tutte le fonti, da Erodoto ad Aristotele, a Eforo, a Plinio, a Isidoro, a Giorgio Sincello. Queste misure sembrano essere collegate al sistema di pesi di Egina e questa scala di valori aveva difatti il nome di "egineta", anche se probabilmente non ha assunto tale denominazione prima che si diffondesse un'altra scala da cui distinguersi, quella "euboiuca". È importante sottolineare però che il nome "egineta" (così come "euboica") non indica la provenienza, ma il nome di chi attraverso l'attività commerciale l'ha resa maggiormente nota. Un po' più discusso è invece il contributo di Fidone in campo monetario. C'è chi addirittura attribuisce a Fidone l'"invenzione" di monete in rame e argento, ma a tal proposito c'è chi smentisce fermamente. Sembra più sicura invece l'implicazione di Fidone in un progetto di demonetizzazione e in una dedica di spiedi metallici (in greco antico: ὀβελοί?, obelói) che avevano un valore proto-monetario e tutto ciò troverebbe conferma nella scoperta dell'archeologo Charles Waldstein che nel 1894 riportò alla luce vicino all'altare dell'Heraion di Argo un fascio compatto di spiedi di ferro unito a una sbarra del medesimo metallo. Fidone avrebbe poi anche introdotto un nuovo sistema di pesi "microscopici" adatto all'argento in piccole barre, promuovendo così l'argento come mezzo ufficiale di scambio proto-monetario sostituendosi all'obsoleto ferro pesante e poco pratico.

## Problemi di identificazione e datazione
La figura di Fidone è ancora parzialmente avvolta nel mistero e nell'indeterminatezza e si è arrivati addirittura a dubitare della sua esistenza storica. Primo grande problema è l'aspetto cronologico del tiranno che, a seconda delle fonti, spazia temporalmente addirittura dal IX al VI secolo a.C.. Le possibili datazioni proposte sono così suddivise: primo terzo del IX secolo a.C., primo terzo dell'VIII secolo a.C., secondo terzo dell'VIII secolo a.C., prima metà del VII secolo a.C., a cui si aggiungono ulteriori ipotesi moderne, come quella, che appare però ingiustificata, che posticipa l'esperienza olimpica di Fidone dall'ottava (748 a.C.) alla ventottesima (668 a.C.) olimpiade per far coincidere il momento culminante della potenza fidoniana con la vittoria argiva sugli Spartani a Isie nel 669 a.C.. Si tende comunque ad escludere le date più remote (IX e prima metà dell'VIII secolo a.C.), in quanto sarebbe impensabile la presenza stessa di una tirannide, così come le più recenti (fine VII - inizio VI secolo a.C.). Fra le complicazioni per la datazione vi è ad esempio il silenzio su Fidone nelle registrazioni olimpiche degli Elei, poiché, come afferma Pausania il Periegeta, quell'olimpiade era ritenuta illegittima in quanto ottenuta con la forza e proprio per questo Fidone è stato sottoposto ad una sorta di damnatio memoriae non comparendo nei documenti di Olimpia e rendendoci così difficile il suo collocamento temporale. Tentativi di datazione sono stati fatti anche a partire da un passo erodoteo che parla di un certo Leocede come figlio di Fidone: questo figlio è citato nell'elenco dei pretendenti di Agariste figlia di Clistene di Sicione e sulla base di ciò la datazione, rispetto a quella di Pausania legata all'ottava olimpiade, verrebbe posticipata di circa cent'anni, anche se si è supposta l'esistenza di due re di Argo omonimi che potrebbe aver indotto Erodoto in errore. Secondo degli studi ritenuti validi, quali quelli condotti dallo studioso Clinton, Fidone si collocherebbe verso la metà dell'VIII secolo, ma c'è anche chi afferma che un'esatta cronologia storica di Fidone è probabilmente irraggiungibile.

## Ascendenza e discendenza
Aristodamide viene ricordato come padre di Fidone, il quale è citato come decimo, secondo Eforo, o sesto, secondo Teopompo, nella linea di discendenza da Temeno, considerato a sua volta come discendente di quinto livello da Eracle. Lo stesso Fidone poteva quindi vantare una prestigiosa discendenza dal famoso eroe mitologico e proprio sulla base di ciò sembra volesse puntare ad estendere la sua supremazia su tutti i luoghi un tempo sotto il controllo dell'illustre avo. 
Quale figlio di Fidone Erodoto ricorda Leocede, ma tra gli "eredi" del suo potere si può ricordare anche il fratello Carano a cui avrebbe fornito i mezzi per fondare un piccolo regno, divenuto il nucleo della monarchia macedone.